# How to Rob
«How to Rob» — дебютний сингл американського репера 50 Cent з його невиданого студійного альбому Power of the Dollar. Трек також потрапив до саунтреку фільму «На дні прірви» та дебютної платівки The Madd Rapper (2000). Пісня містить заяви про низку грабунків багатьох відомих R&B та хіп-хоп виконавців. Після вшанування пам'яті The Notorious B.I.G. й Тупака, 50 Cent розповідає про пограбування в такому порядку:
| - Lil' Kim - P. Diddy - Боббі Браун, Вітні Г'юстон - Браян Макнайт - Кейт Світ - Cardan - Harlem World - Mase - Ol' Dirty Bastard - Фоксі Браун, Kurupt - Jay-Z - Case - Trackmasters - Slick Rick - Stevie J - Big Pun - Master P - Silkk the Shocker - Вілл Сміт, Джада Пінкетт-Сміт - Timbaland, Міссі Елліотт | - Joe - Джермейн Дюпрі, Da Brat - DMX - Treach - DJ Clue - TQ - Raekwon, Ghostface Killah, RZA - Sticky Fingaz - Фредро Старр - Canibus - Heavy D - Juvenile - Blackstreet - Ар Келлі (непрямо) - Boyz II Men, Майкл Бівінс - Майк Тайсон, Робін Ґівенс - Mister Cee - Busta Rhymes, Flipmode Squad - Кірк Франклін |

У пісні спочатку згадувалися R&B-співачка Мерая Кері та її колишній чоловік Томмі Моттола: «I'll man handle Mariah like 'Bitch, get on the ground'/You ain't with Tommy no more, who gon' protect you now?». В остаточній версії ці слова замінили (оскільки Мерая пригрозила покинути лейбл, якщо її ім'я залишиться в пісні) на «I'll man handle Case like 'Duke, get on the ground'/You ain't with Mary no more, where you gettin' chips from now?». В останніх рядких іде мова про R&B-співака Кейса Вударда та його колишню дівчину Мері Джей Блайдж.
Композиція, можливо, є триб'ютом Кельвіну Мартіну, ґанґстеру 80-х, чиє прізвисько запозичив 50 Cent. Мартін був відомим пограбуваннями знаменитостей. Хоча Жермен Дюпрі й Sticky Fingaz знялися у вищезазначеній стрічці, вони є одними зі знаменитостей, яких Фіфті грабує в «How to Rob».

## Реакція
50 Cent заявив, що сингл — жарт і він не мав на меті висловити неповагу. Попри це деякі репери, згадані в пісні, відповіли на запис. Ghostface Killah відреагував треком «Ghost Deini» з альбому Supreme Clientele і скітом «Clyde Smith», на якому Raekwon у ролі Клайда Сміта говорить про те, як він має намір завдати шкоди реперу. На початку 2001 до мережі потрапив дис «Who the Fuck Is 50 Cent», котрий, за чутками, записали Wu-Tang Clan. Насправді автор треку: Polite з American Cream Team, тодішнього сайд-проекту Raekwon.
Jay-Z також відреагував у треці під назвою «It's Hot (Some Like It Hot)» з платівки Vol. 3... Life and Times of S. Carter:

«Go against Jigga yo' ass is dense

I'm about a dollar, what the fuck is 50 Cents?»

 Однак в інтерв'ю 50 Cent заявив, що репер зізнався, що йому дуже сподобалася пісня й попросив дозволу згадати його у своїй пісні.

Sticky Fingaz відповів треком «Jackin' for Beats»; Big Pun — «My Turn» з альбому Yeeeah Baby: 

«And to the 50 Cent rapper, very funny — get your nut off, 'cuz in real life, we all know I'd blow your motherfucking head off… If I'm gonna write a song, it'll be about how I had to beat your mothafuckin' ass. And that'll be the name of the motherfucker: 'That's Why I Had to Beat Your Motherfucking Ass', featuring Tony Sunshine».

Kurupt відреагував піснею «Callin Out Names»: 

«Now it's 50 mc's that ain't worth shit
Get ya ass kicked 50 times, beat to 10 cent»

Вайклеф Жан згадав «How to Rob» у «Low Income» зі своєї платівки The Ecleftic (2000): 
«Low Income, I stay so hungry that if 50 Cent came to rob me, he'd be part of my charity».
 Міссі Елліотт з гумором натякнула на композицію в буклеті альбому Under Construction у розділі для подяк.

## «How to Rob '09»
У 2009 репер із Західного узбережжя Джей Рок записав «How to Rob '09». Він розповідає про пограбування таких людей:
| - Lil Wayne - Кері Гілсон - Drake - Нікі Мінаж - 50 Cent - Dr. Dre - Eminem - Plies - Рік Росс - Ешер Рот - Каньє Вест - Jay-Z - T.I. - Джеймі Фокс - Нік Кеннон - Мерая Кері - Lil' Kim - Lil' Cease - Ne-Yo - The-Dream - Gucci Mane - OJ da Juiceman | - Soulja Boy - Young Jeezy - Джим Джонс - Джуелз Сантана - Diddy - Бейонсе - T-Pain - Ice Cube - The Game - Снуп Доґґ - Bow Wow - Кріс Браун - Rihanna - K-Dot - Ab-Soul - Schoolboy Q - Glasses Malone - Nipsey Hussle - Mistah F.A.B. - Барак Обама |

Єдині особи згадані в обох версіях: Jay-Z, Lil' Kim та Diddy.

## Чартові позиції
| Чарт (1999)                         | Найвища позиція |
| ----------------------------------- | --------------- |
| США Billboard Hot Rap Singles       | 24              |
| США Billboard Hot R&B/Hip-Hop Songs | 62              |